# Ctenochira rhenana
Ctenochira rhenana är en stekelart som beskrevs av Forster 1888. Ctenochira rhenana ingår i släktet Ctenochira och familjen brokparasitsteklar. Inga underarter finns listade i Catalogue of Life.